# Moree
Moree ist eine Stadt mit etwa 7.000 Einwohnern im australischen Bundesstaat New South Wales. Moree befindet sich 628 Kilometer nördlich von Sydney und 480 Kilometer südlich von Brisbane an der Kreuzung des Gwydir und des Newell Highway. Sie liegt am Ufer des Mehi River und ist der Sitz des gleichnamigen Verwaltungsgebiet (LGA) Moree Plains Shire.
Moree ist geprägt durch Landwirtschaft, vor allem durch den in den 1960er Jahren begonnenen Anbau von Baumwolle. Bekannt ist die Stadt außerdem für ihre artesischen Quellen und als einer der Hauptorte der Freedom-Ride-Proteste gegen die Rassentrennung in den 1960er Jahren.

## Geschichte
Ursprünglich lebten in diesem Gebiet Aborigines vom Stamm der Kamilaroi. Einer der ersten Europäer in dieser Gegend war der Entdecker Thomas Mitchell der auf Weisung des Gouverneurs 1832 in diese Gegend kam um nach einem großen Fluss, genannt Kindur, zu suchen, den der entflohene Häftling George Clarke beschrieben hatte. Clarke lebte von 1826 bis 1831 mit den Kamilaroi südlich von Moree. Im Zuge Mitchells folgten dann über Jahre Viehzüchter um in diesem Gebiet Landwirtschaft zu betreiben, darunter 1844 auch nach Moree, ein Begriff der Kamilaroi, der entweder langes Wasserloch oder aufgehende Sonne bedeutet.
Im Jahr 1851 folgten James und Mary Brand, die am Ufer des Mehi River 1852 den ersten Gemischtwarenladen eröffneten. Ein Jahr darauf wurde das erste Postamt eröffnet. Im Jahr 1862 wurde Moree dann zur Stadt ernannt. Fünf Jahre später lebten hier 43 Menschen, im Jahr 1881 bereits 295.
Bekannt wurde Moree 1965 als einer der Orte des Freedom Ride, einer Reise durch den Norden von New South Wales angeführt von Charles Perkins, die den Zweck hatte, die Medien auf die Diskriminierung der Aborigines aufmerksam zu machen. In Moree beispielsweise war es der indigenen Bevölkerung verboten, das öffentliche Freibad, die Theater und Gaststätten zu besuchen. Die im ländlichen Australien übliche Rassentrennung wurde damit auch der australischen Stadtbevölkerung vor Augen geführt.

## Söhne und Töchter der Stadt
- Mary Gaudron, die erste Richterin am High Court of Australia
- Terence Bernard McGuire (1881–1957), Bischof
- Emma Moffatt (* 1984), Triathletin
- Shane Sutton (* 1957), Radrennfahrer und britischer Radsporttrainer
- Tony Taylor (1917–1972), australischer Vulkanologe